# Maggie's Farm
"Maggie's Farm" é uma canção escrita por Bob Dylan, gravada em 15 de janeiro de 1965 e lançada no álbum Bringing It All Back Home no dia 22 de março do mesmo ano. Como muitas outras canções de Dylan do período de 1965-66, "Maggie's Farm", tem como base o blues elétrico. A faixa foi lançada como single no Reino Unido em 4 de junho de 1965, alcançando a posição n°22 nas paradas. Em 1989, a banda Tin Machine, do músico David Bowie, regravou "Maggie's Farm" ao vivo. Esta versão foi lançada juntamente ao single "Tin Machine", do álbum de estreia do grupo.